# Caterpillar 797F
Caterpillar 797F é o maior caminhão basculante fora de estrada em operação no mundo. O equipamento é fabricado pela empresa norte-americana Caterpillar Inc. em sua fábrica localizada em Decatur, Illinois.

## Especificações da série 797
A versão "F" é o terceiro modelo produzido da 797.
| Modelo                              | 797                             | 797B                                    | 797F                                    |
| ----------------------------------- | ------------------------------- | --------------------------------------- | --------------------------------------- |
| Ano de lançamento                   | 1999                            | 2002                                    | 2008                                    |
| Capacidade nominal de carga         | 360 toneladas                   | 380 toneladas                           | 400 toneladas                           |
| Peso total (em ordem de marcha)     | 557,900 kg                      | 623,700 kg                              | 623,700 kg                              |
| Modelo do motor                     | Cat 3524B High Displacement EUI | Cat 3524B High Displacement EUI         | Cat C175-20 ACERT                       |
| Tipo de motor                       | V-12 x 2                        | V-12 x 2                                | V-20                                    |
| Potência do motor                   | 3.211 hp (2.394 kW)             | 3.370 hp (2.513 kW) SAE (líquido J1349) | 3.793 hp (2.828 kW) SAE (líquido J1349) |
| Velocidade máxima (carregado)       | 40 mph (64 km / h)              | 42 mph (68 km / h)                      | 42 mph (68 km / h)                      |
| Altura total (vazio)                | 23 ft 8 in (7,21 m)             | 24 ft 11 in (7,59 m)                    | 24 ft 5 in (7,44 m)                     |
| Altura total (basculante levantado) | 49 ft 3 in (15,01 m)            | 50 ft 2 in (15,29 m)                    | 51 ft 6 in (15,70 m)                    |
| Comprimento                         | 47 ft 7 in (14,50 m)            | 47 ft 5 in (14,45 m)                    | 49 ft 6 in (15,09 m)                    |
| Medida do pneu (carregado)          | 30 ft 0 in (9,14 m)             | 32 ft 0 in (9,75 m)                     | 31 ft 3 in (9,53 m)                     |
| Capacidade de combustível           | 1000 E.U. gal (3.785 l)         | 1,800 US gal (6,814 l)                  | 1000 E.U. gal (3.785 l)                 |